# Phoma clematidina
Espèce
Synonymes
- Ascochyta clematidina Thüm., 1880[1]
- Calophoma clematidina (Thümen) Q. Chen & L. Cai, 2015[1]
- Phyllosticta clematidis Brunaud, 1889[1]
- Phyllosticta clematidis Ellis & Dearn., 1893[1]
- Ascochyta indusiata Bres., 1896[1]
- Ascochyta davidiana Kabát & Bubák, 1904[1]

Phoma clematidina est une espèce de champignons pathogènes de l'ordre des Pleosporales. Ils sont la cause la plus courante de maladies chez diverses variétés de Clématites.